# Brachina
Brachina – roślina pastewna wyhodowana w Polsce ze skrzyżowania diploidalnego rzepiku ozimego z kapustą chińską (Brassica campestris L. × Brassica chinensis Jus.). Ostateczne ukształtowanie odmiany nastąpiło w wyniku skrzyżowania mieszańca F1 z B. narinosa. Powstała forma, wykorzystywana jako roślina pastewna, jest tetraploidem (2n=4x=40). Odmiana może być wykorzystywana na poletkach żerowych przeznaczonych dla zwierząt łownych. Rzadko uprawiana w międzyplonie ozimym na paszę dla bydła i trzody chlewnej. 
Jako międzyplon może być wykorzystywana do tworzenia mieszanek na obszarach proekologicznych (EFA), których tworzenie wymagane jest w gospodarstwach rolnych o powierzchni powyżej 15 ha.